# Caleb Quaye
Caleb Quaye (Londra, 9 ottobre 1948) è un chitarrista e musicista britannico.

## Biografia
È noto soprattutto per le varie collaborazioni illustri che ha intrattenuto con artisti come Elton John, Mick Jagger, Pete Townshend, Paul McCartney e Hall & Oates. Nato in una famiglia afro-europea di musicisti (il padre Cab era un polistrumentista jazz, così come la sorella Terri; anche il fratello minore Finley entrerà a far parte del mondo della musica), imparò presto a suonare la chitarra, il pianoforte e la batteria.
Iniziò la sua carriera entrando a far parte dei Bluesology; tastierista del gruppo era il timido Reginald Kenneth Dwight (poi noto come Elton John). Quando la formazione si sciolse (1967), Quaye distribuì un singolo per la Philips Records (Baby Your Phrasing is Bad/Woman of Distinction) ed ebbe modo subito di collaborare con il futuro Elton, essendo stato assunto come ingegnere del suono alla Dick James Records. Nello studio di New Oxford Street furono registrati molti brani, la quasi totalità dei quali mai pubblicati ufficialmente. Nel 1968, Caleb fu il primo musicista ad accompagnare Elton in tour, insieme al bassista Rod "Boots" Slade e al batterista Malcom Tomlinson. Presenza fondamentale alla chitarra nell'album Empty Sky (1969), nell'aprile del 1970 formò il gruppo degli Hookfoot insieme a Ian Duck, Roger Pope e David Glover; la band, che supportò spesso Elton nei suoi primi lavori, pubblicò quattro album (Hookfoot, Good times a comin', Communications e  Roarin' ) prima di sciogliersi nel 1974 (nel 1975 verrà comunque pubblicata la raccolta Headlines, mentre nel 1990 verrà distribuito il live del 1973 Hookfoot live in Memphis). Nel maggio del 1975 fu chiamato nella Elton John Band come chitarrista: è presente negli album Rock of the Westies (1975) e Blue Moves (1976), ed è accreditato come coautore di alcuni brani, ad esempio di Between Seventeen and Twenty. È totalmente sua la strumentale Your Starter For..., prima traccia di Blue Moves.
Nel 1978, Caleb iniziò ad esibirsi con Hall & Oates (con Kenny Passarelli e Roger Pope, anch'essi ex-membri della Elton John Band); suonò anche nel primo album da solista di Daryl Hall, insieme ad artisti come George Harrison, Steve Lukather, Robert Fripp, Rick Nielsen, Jay Graydon, Todd Rundgren e Dick Wagner (membro della band di Lou Reed).
Nel 1982 abbandonò la scena musicale mondiale, dedicandosi alla religione e diventando pastore evangelico. Nel 2006 ha autorizzato la pubblicazione della sua autobiografia (A Voice Louder Than Rock & Roll), mentre nel 2008 è stato pubblicato il CD One Night in San Dimas.
Alcune voci lo accreditano come produttore di Sergeant Zippo, presunto album di Elton John (precedente ad Empty Sky) che doveva essere distribuito dalla Philips Records.